# گشکی
گشکی، روستایی از توابع بخش مرکزی شهرستان کامیاران در استان کردستان ایران است.

## جمعیت
این روستا در دهستان ژاورود قرار دارد و براساس سرشماری مرکز آمار ایران در سال ۱۳۸۵، جمعیت آن ۱۳۲ نفر (۳۳خانوار) بوده‌است.